# Bellevue (Texas)
Bellevue es una ciudad ubicada en el condado de Clay en el estado estadounidense de Texas. En el Censo de 2010 tenía una población de 362 habitantes y una densidad poblacional de 166 personas por km².

## Geografía
Bellevue se encuentra ubicada en las coordenadas 33°38′1″N 98°0′59″O / 33.63361, -98.01639. Según la Oficina del Censo de los Estados Unidos, Bellevue tiene una superficie total de 2.18 km², de la cual 2.18 km² corresponden a tierra firme y (0%) 0 km² es agua.

## Demografía
Según el censo de 2010, había 362 personas residiendo en Bellevue. La densidad de población era de 166 hab./km². De los 362 habitantes, Bellevue estaba compuesto por el 97.24% blancos, el 0.55% eran afroamericanos, el 0.83% eran amerindios, el 0% eran asiáticos, el 0% eran isleños del Pacífico, el 0.83% eran de otras razas y el 0.55% pertenecían a dos o más razas. Del total de la población el 1.93% eran hispanos o latinos de cualquier raza.